# Glyphomitrium formosanum
Glyphomitrium formosanum là một loài rêu trong họ Ptychomitriaceae. Loài này được Z. Iwats. mô tả khoa học đầu tiên năm 1964.